# Oncocnemis refecta
Oncocnemis refecta är en fjärilsart som beskrevs av Smith 1894. Oncocnemis refecta ingår i släktet Oncocnemis och familjen nattflyn. Inga underarter finns listade i Catalogue of Life.